# Noëlle Renaude
Noëlle Renaude, née à Boulogne-Billancourt le 22 décembre 1949, est une dramaturge française ,.

## Biographie
Ce n'est qu'après des études d'histoire de l'art et de langues orientales qu'elle se consacre à l'écriture théâtrale tout en écrivant pour des revues diverses sur le théâtre et les arts plastiques. De 1987 à 1996, elle écrit sous une douzaine de pseudonymes  des romans (sentimentaux et policiers) pour la revue Bonne soirée.
De 1994 à 1997 elle écrit Ma Solange, comment t'écrire mon désastre, Alex Roux, texte fleuve de 18 heures, qu'elle destine à l'acteur Christophe Brault, et qu'elle met en scène au fur et à mesure de l'avancée de l'écriture.
Elle poursuit, depuis quelques années, ce travail d'écriture et de plateau avec l'acteur Nicolas Maury. Ils mettent en scène à Théâtre Ouvert et à ActOral, La promenade, De tant en temps, L'enquête  (texte en cours sur la question de l'origine de l'écriture) et Accidents.
Des metteurs en scène comme Robert Cantarella, Michel Didym, François Rancillac, Frédéric Fisbach, François Gremaud, Philippe Calvario, Hettie MacDonald, Frédéric Maragnani, Grégoire Strecker, ainsi que l'artiste plasticien Thierry Fournier, ont monté ses textes. Florence Giorgetti, pour sa part, a mis en scène Blanche Aurore Céleste, Madame Ka et Une belle journée. L'atlas alphabétique d'un nouveau monde, sous la direction de Michel Corvin, explore les territoires de son écriture.
Elle intervient plusieurs années à la Haute école de la Manufacture de Lausanne et à l'École nationale supérieure d'arts de Paris Cergy.
Elle joue le rôle de Sylvie dans le film Chanson douce  de Lucie Borleteau, sorti  en 2019.
Antonin Peretjatko adapte et réalise un des romans écrits  pour Bonne Soirée, La Pièce rapportée, le film sort en salles en décembre 2021.
Elle est faite Commandeur de l'ordre des Arts et des Lettres en 2021.

## Publications
- Rose, la nuit australienne (Éditions théâtrales, 1989)
- L'Entre-deux (Éditions théâtrales, 1989)
- Divertissements touristiques (Éditions théâtrales, 1989)
- Le Renard du Nord (Éditions théâtrales, 1991)
- Quarante Églogues, natures mortes et motifs (Éditions théâtrales, 1992)
- Les Cendres et les lampions (Éditions théâtrales, 1993)
- Blanche Aurore Céleste (Éditions théâtrales, 1994)
- Petits rôles (Éditions théâtrales, 1994)
- Lunes (Éditions théâtrales, 1994)
- Le Prunus (Éditions théâtrales, 1994)
- Géo et Claudie (1995)
- À tous ceux qui (1995)
- Petits rôles (1996)
- Ma Solange, comment t'écrire mon désastre, Alex Roux (Éditions théâtrales, 1996-1998, 3 vol.)
- Dix petites histoires d'apparitions et de disparitions, in Saluts, de Guillemette Bonvoisin (Éditions théâtrales, juillet 1998)
- Madame Ka (Éditions théâtrales, 1999)
- Fiction d'hiver (Éditions théâtrales, 1999)
- La Comédie de Saint-Étienne (Éditions théâtrales 2000)
- Promenades (Éditions théâtrales, 2002)
- 8 (Éditions Théâtrales, mai 2003)
- Par les routes (Éditions Théâtre Ouvert/Tapuscrits, 2004)
- La Bonne distance (revue Rehauts, 2005)
- Des tulipes & ceux qui partent à l'aventure (Éditions théâtrales, janvier 2006)
- Sans carte sans boussole sans équipement (Éditions théâtrales, juin 2010)
- De tant en temps (Éditions Mix & FRAC Aquitaine)
- La petite maison (Éditions théâtrales, février 2012)
- Paysages avec chien (LAVITRINE02, avril 2014)
- Vues d'ici (Éditions Chantiers de Blaye)
- Accidents, (avec Barbara Métais-Chastanier) essai épistolaire (Éditions ENS, Éditions théâtrales, janvier 2016)
- La source des saints, de J.M. Synge, traduction française(Éditions théâtrales 2018)
- Vues d'ici, Un avion tombe, On veut tout savoir, (Éditions théâtrales, juin 2019)
- Les Abattus, roman noir (Éditions Rivages Noir, février 2020) Prix Transfuge 2020 du meilleur polar francophone
- P.m.Ziegler peintre, roman, (Editions Inculte, janvier 2022 )
- Une petite société, Éditions Rivages Noir, 2022

## Décoration
- Commandeur de l'ordre des Arts et des Lettres[5]